# Поток однородных событий
Пото́к одноро́дных собы́тий — случайная последовательность событий, упорядоченных по неубыванию моментов времени. Если данный момент времени совпадает с одним или несколькими событиями данной последовательности, то говорят, что в этот момент произошло соответствующее число событий потока.

## История
Понятие потока однородных событий возникло в математике как отражение различных физических, социальных или экономических  явлений, например: потока вызовов на АТС, потока транспортных единиц, потока клиентов и так далее. Теорию потока однородных событий, которая легла в основу теории массового обслуживания, разработал советский математик А. Я. Хинчин.

## Реализация потока
Любая фиксированная последовательность моментов событий называется реализацией потока. Реализацию можно задать не только путём перечисления моментов событий, но и другими способами:
- указанием различных моментов событий и числа событий, происходящих в каждый из этих моментов;
- указанием последовательности длительностей интервалов времени между событиями;
- указанием длительности интервалов между различными моментами, когда происходят события, и числа событий в каждый из этих моментов;
- функцией X(t), равной числу событий в интервале (0,t).

Выбор способа задания реализации зависит от решаемой задачи.

## Теория
Наибольшее теоретическое значение имеет рекуррентный поток однородных событий, определяемый свойством ограниченности последствия. Обобщением рекуррентного потока однородных событий является широко применяемый рекуррентный групповой поток однородных событий. В рекуррентном групповом потоке различные моменты событий образуют рекуррентный поток однородных событий. В каждый из этих моментов происходит независимое от других моментов число событий с заданным распределением вероятностей.

## Ординарные потоки
Ординарными потоками однородных событий называют потоки, в которых одновременное наступление двух или большего числа событий невозможно.

### Стационарные потоки
Стационарные потоки характеризуются тем, что многомерные функции распределения случайных векторов, компоненты которых — числа событий в заданных интервалах времени, не изменяются при одновременном сдвиге всех этих интервалов на интервал постоянной длины. Для стационарных потоков вводят понятие — интенсивность потока.
Существует связь между распределением числа событий стационарного потока в данном интервале времени и функциями Пальма — Хинчина, определяющими распределение числа событий в интервале, начинающемся в момент события потока. Для ординарных потоков однородных событий вероятность отсутствия событий в интервале длины T равна:
{\displaystyle {\tfrac {1}{n}}\int \limits _{T}^{\infty }\left[1-F(t)\right]\,dt}
где F(t) — функция распределения времени между двумя событиями; n — математическое ожидание этого времени.